# 敖陶孫
敖陶孫（1154年—1227年），字器之，號臞翁，庵號臞庵，福州福清人。南宋詩人、詩論家。
淳熙七年（1180年）鄉薦第一，客居崑山。在太學為诸生，曾寫詩送朱熹，又作詩悼趙汝愚，忤韓侂胄。於是韓侂胄下令捉拿敖陶孫，敖陶孫化名逃亡，隱居福清東塘（今後山頂瑞亭村）。慶元五年（1199年）進士。歷任海門縣主簿，漳州府學教授、廣東轉運司主管文字。因臨安書商陳起刊刻《江湖集》受株連貶官。官至温陵通判。寶慶三年（1227年）十一月丁亥，卒。葬在今融城东皋山。
敖陶孙善於评诗，如稱：“魏武帝如幽燕老将，气韵沉雄；曹子建如三河少年，风流自赏”。著有《臞翁詩集》二卷，收入《南宋群賢小集》。《江湖集》與《江湖後集》可見其佚詩。